# Heidkopftunnel

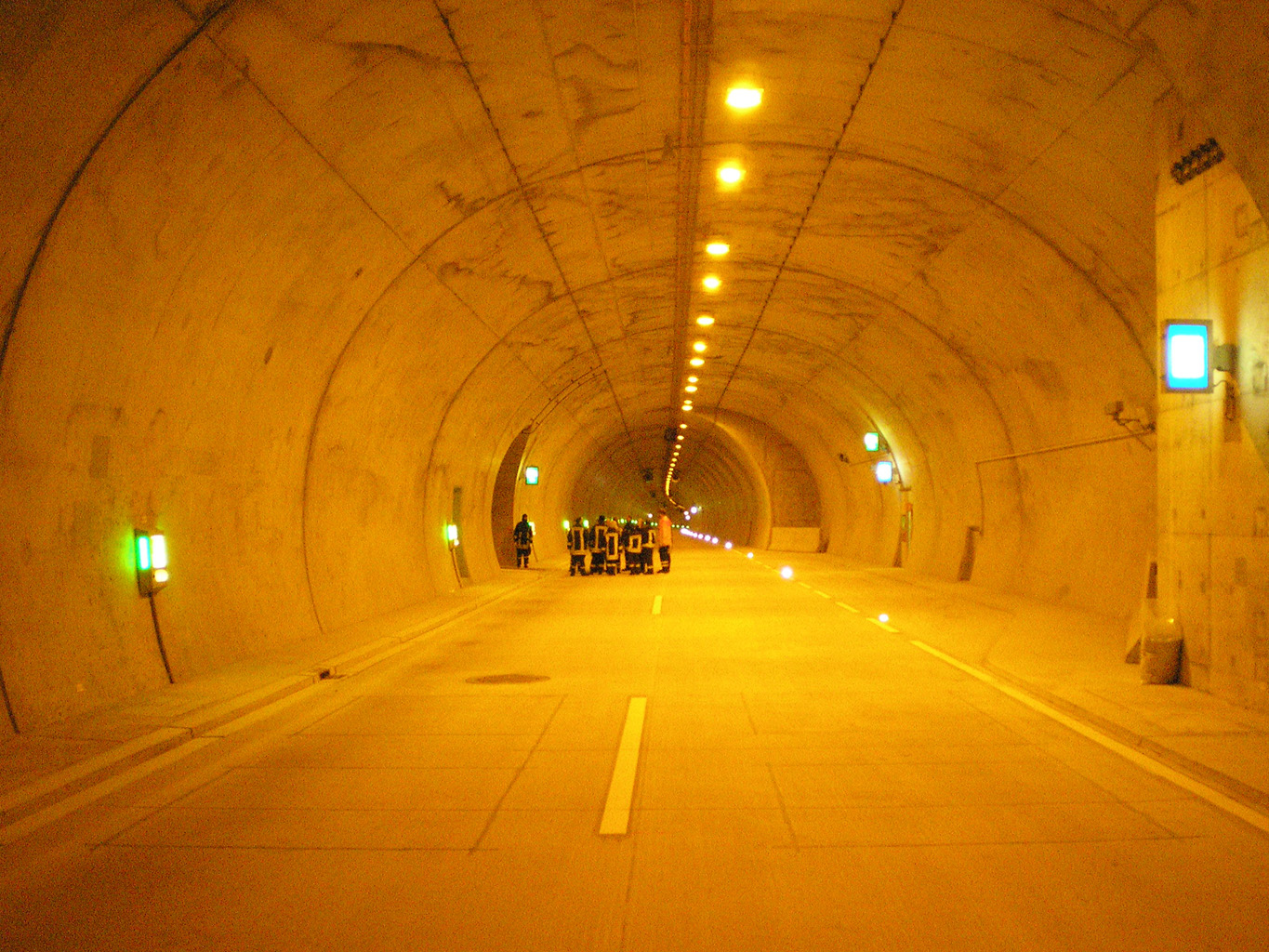
Blick in die Nordröhre Richtung Göttingen im November 2006

Der Heidkopftunnel, auch „Tunnel der Deutschen Einheit“, ist ein 1724 m langes Bauwerk der Südharzautobahn A 38 Göttingen–Halle in Niedersachsen und in Thüringen.

## Geographische Lage
Der Heidkopftunnel befindet sich im Verlauf der von Westen aus dem Tal der Leine auf die Höhen des Eichsfelds führenden Autobahn. Er liegt mit sanfter Neigung seiner Fahrbahnen in der Nordflanke des Heidkopfs, einer 353,6 m ü. NN hohen Erhebung im Dreieck zwischen den Ortschaften Reiffenhausen, Rohrberg und Rustenfelde; die höchste Stelle über dem Tunnel liegt auf 340,1 m ü. NN. Westlich seines westlichen Portals liegt Reiffenhausen und südlich bzw. nordöstlich des östlichen befinden sich Rohrberg und Rustenfelde.

## Geschichte
Der Bau wurde Ende 2003, offiziell am 23. März 2004, begonnen. Im April 2005 wurde die südliche der beiden zweispurigen Röhren durchschlagen, die Nordröhre wenige Wochen später. Die Eröffnung des Tunnels und des Autobahnabschnitts Drammetal–Breitenworbis wurde am 20. Dezember 2006 mit dem damaligen Bundesverkehrsminister Wolfgang Tiefensee, thüringischen Ministerpräsidenten Dieter Althaus und niedersächsischen Verkehrsminister Walter Hirche gefeiert.
Der Tunnelbau hat etwa 63 Mio. € gekostet.
Vom Oktober 2020 bis April 2021 wurde der Tunnel für 7 Mio. € saniert. Dazu wurde jede der beiden Tunnelröhren für jeweils drei Monate gesperrt und die Betonoberfläche der Fahrbahn durch Asphalt ersetzt sowie Lüftung und Elektrik erneuert. Diese Maßnahme war nötig geworden, nachdem bei einer Überprüfung der Betonfahrbahnteile Schäden in der darunter liegenden Tragschicht festgestellt worden waren.

## Sicherheitsvorkehrungen
Der Tunnel verfügt über zahlreiche Sicherheitsanlagen, um bei einem Zwischenfall in einer der beiden Tunnelröhren den Schaden für Menschen und Objekte möglichst gering zu halten. Am West- und Ostportal befindet sich jeweils ein in der Regel unbesetztes Kontrollzentrum, bei denen die Sicherheitsanlagen aufgeschaltet sind. Videokameras überwachen neben den Zufahrten auch die komplette Doppelröhre. Im Normalbetrieb werden die Anlagen über Fernwartung kontrolliert, nur bei Zwischenfällen werden die Kontrollzentren besetzt.
Innerhalb der Doppelröhre befindet sich eine Brandmeldeanlage, welche eingehende Alarme an die Feuerwehr weiterleitet. Zusätzlich dazu sind Sichttrübungsmessgeräte angebracht, welche eine Verschlechterung der Sicht in der Röhre registrieren.
In jeder Fahrtröhre befinden sich zwei 60 Meter lange Nothaltebuchten. Wird dort ein Auto abgestellt, wird dies automatisch registriert. Die beiden Tunnel sind durch fünf Durchbrüche verbunden, zwei davon sind befahrbar. Die Durchgänge sind mit Feuerschutztüren gesichert. An den Außenseiten der Tunnel sind Notrufkabinen untergebracht.
Sollte ein Brand ausbrechen, ist es möglich mit einer Belüftungsanlage den Fluchtweg für Personen im Tunnel rauchfrei zu halten. Pfeile an der Wand zeigen den kürzesten Weg zum Ausgang. Zusätzlich werden Lautsprecherdurchsagen geschaltet, welche auch mit einer eigenen Sendeanlage auf UKW-Frequenzen im Autoradio verbreitet werden.
Für Rettungskräfte werden mit dieser Anlage bestimmte Kanäle im 2-Meter BOS-Funk verstärkt, auch Mobilfunkgeräte können im Tunnel betrieben werden.
Die Löschwasserversorgung wird durch Überflurhydranten im Tunnel sichergestellt, die Zufahrtswege für Rettungskräfte befinden sich in der Nähe beider Portale.
Beim Tunneltest 2008 des ADAC landete der Heidkopftunnel im deutschlandweiten Vergleich auf Platz 1. Im europäischen Vergleich belegte er den zweiten Rang.

## Kritik
Wie die gesamte Südharzautobahn war der Tunnel umstritten. Die „Bürgerinitiative Leinebergland Süd“ zog gegen den auch den Tunnel enthaltenden Planfeststellungsbeschluss, bis vor den Europäischen Gerichtshof für Menschenrechte. Auch Umweltverbände protestierten.
Der Heidkopftunnel war anfangs, wie der Rennsteigtunnel, für Gefahrguttransporte gesperrt. Dies war die Folge eines durch die DEGES, die für die Planung und die Bauleitung der gesamten A 38 und damit auch für den Tunnel zuständig war, in Auftrag gegebenen Gutachtens. Diese ergab, dass bei einem Unfall im Tunnel mit Toten zu rechnen sei, auf der Umgehung hingegen nicht (Quelle: Göttinger Tageblatt vom 13. Dezember 2006). Dies stieß in der betroffenen Region auf Unverständnis, waren doch die A 38 und der Tunnel auch mit der hohen Unfallgefahr der Ortsdurchfahrten begründet worden.
Am 3. März 2011 wurde von der Niedersächsischen Landesbehörde für Straßenbau und Verkehr bekannt gegeben, dass in einem erneuten Gutachten festgestellt worden ist, dass aufgrund der niedrigen Verkehrsbelastung von etwa 22.000 Fahrzeugen pro Tag kein Verbot für Gefahrguttransporte mehr erforderlich ist. Die Freigabe für Gefahrstofftransporte erfolgte nach kleineren technischen Nachrüstungen schließlich im Januar 2012.